# Mount Schevill
Mount Schevill ist ein 1995 m hoher und markanter Berg in der antarktischen Ross Dependency. Im Königin-Maud-Gebirge ragt er am Kopfende des Somero-Gletschers sowie 8 km südöstlich des Mount Johnstone auf.
Das Advisory Committee on Antarctic Names benannte ihn 1966 nach William Edward Schevill (1906–1994), Biologe des United States Antarctic Research Program auf der McMurdo-Station von 1964 bis 1965.